# Piletocera albipictalis
Piletocera albipictalis là một loài bướm đêm trong họ Crambidae.